# Buck 65
Buck 65, egentligen Richard Terfry, är en kanadensisk hiphop-artist. Under senare år har han ändrat stil från hiphop och gått mer mot turntablism, country, avant garde och rock. Hans nya inriktning är dock uppbyggd på en bakgrund inom abstrakt hiphop, hans typiska rimstruktur och textpresentation är uppenbara även i hans senare releaser. Han föddes 1972 och växte upp i Mount Uniacke, ett samhälle utanför Halifax, Nova Scotia.

## Tidiga släpp
1993 släppte han sin första kassett med rapmusik under sitt dåvarande alias Stinkin' Rich på Halifax-bolaget No Records. Kassetten innehöll fem låtar och namnet Chin Music var en referens till hans förflutna inom baseboll. Kassetten gav Stinkin' Rich uppmärksamhet från det Halifax-baserade alternativa rockbandet Sloan. Sloan signade honom till sitt eget självständiga skivbolag Murderecords och släppte en 7"-singel och en fullängdskassett vid namn Game Tight, även denna gång med en referens till baseboll.
Efter en kort paus återvände Terfry till musiken som  Buck 65 och släppte Language Arts på kassett och 12"-singeln Wildlife Trilogy, följt av Vertex, som innehöll hans populära låt The Centaur.